# Tóth Tibor (színművész, 1966)
Tóth Tibor (Királyhelmec, 1966. október 27. –) Jászai Mari-díjas felvidéki magyar színművész, színigazgató.

## Életpályája
1966-ban született a felvidéki Királyhelmecen. 1988-1990 között a kassai Thalia Színházban dolgozott előbb színpadtechnikusként, színpadmesterként majd később segédszínészként. 1990-1994 között a pozsonyi Színház- és Filmművészeti Főiskola hallgatója volt. 1992-ben részképzésen vett részt Budapesten. 1994-1999 között a kassai Thalia Színház tagja volt, 1996-1999 között művészeti vezetője. 1999-2002 között szabadúszóként dolgozott több magyarországi színházban is. 2002-2003 között a soproni Petőfi Színház tagja volt. 2003-tól a komáromi Jókai Színház tagja, 2004-2020 között igazgatója volt.

## Fontosabb színházi szerepei
- Ványa bácsi - Csehov: Ványa bácsi (Színművészeti Főiskola, Pozsony)
- Don Juan - Moilere: Don Juan - (Kassai Thália Színház )
- Ottó - Katona József: Bánk bán – (Kassai Thália Színház)
- McMurphy - Wassermann: Száll a kakukk a fészkére –(Kassai Thália Színház)
- Keffee - Aaron Sorkin: Semmi és végtelen (Kassai Thália Színház)
- Vasquez - John Ford: Kár, hogy ká (Kassai Thália Színház)
- Miska – Bakonyi, Szirmai: Mágnás Miska (Kassai Thália Színház)
- Biff - Arthur Miller: Az ügynök halála (Kassai Thália Színház)
- Csocsalov - Gogol: Háztűznéző (Szolnoki Szigligeti Színház)
- Káin - Sütő András: Káin és Ábel (Kassai Thália Színház)
- Gaston - Dumas: A kaméliás hölgy (Soproni Petőfi Színház)
- Gerry - Brian Fiel: Pogánytánc (Soproni Petőfi Színház)
- George - John Steinbeck: Egerek és emberek (Soproni Petőfi Színház)
- Liliom - Molnár Ferenc: Liliom (rendezte: Korcsmáros György m.v.)
- Trigorin - Csehov: Sirály (rendezte: Telihay Péter)
- Tartuffe - Molière: Tartuffe (rendezte: Telihay Péter m.v.)
- Barabbás - Ghelderode: Barabbás (rendezte: Árkosi Árpád m.v)
- Wurm - Schiller: Ármány és szerelem (rendezte: Görög László m.v.)
- Billy Flinn – Kander, Ebb, Fosse: Chicago (rendezte: Szabó Máté m.v.)
- Pius - Szomory: II. József (rendezte: Verebes István)
- Papp Ferke - Szép Ernő: Patika (rendezte: Verebes István)
- Padraic - Martin McDonagh: Macskabaj (rendezte: Lukáts Andor m.v.)
- Dimitrij - Dosztojevszkij: Karamazov testvérek (rendező: Martin Huba m.v.)
- Háry János - Kodály Zoltán, Paulini Béla – Harsányi Zsolt: Háry János (rendezte: Pille Tamás m.v.)
- Otto Klemperer - Müller Péter, Seress Rezső: Szomorú vasárnap (rendezte: Lévay Adina)
- Közreműködő - Szophoklész: Antigoné (Rendezte: Czajlik József m.v.)
- Bakk Lukács - Tamási Áron: Énekes madár (rendezte: Vidnyánszky Attila m .v.)
- Jack - Ken Ludwig: Primadonnák (rendezte: Méhes László m.v.)
- Fjodor Iljics Kuligin – A.P. Csehov: Három nővér (rendező: Martin Huba m.v.)
- Egy tengerészkapitány, Viola barátja - William Shakespeare: Vízkereszt, vagy amit akartok (rendezte: Valló Péter m.v.)
- Báró Jankovits János - Békeffi István, Lajtai Lajos: A régi nyár (rendezte: Méhes László m.v.)
- Viktor – Vaszary, Fényes, Szenes: Az ördög nem alszik (rendezte: Görög László m.v.)
- Lopahin, kereskedő – A.P. Csehov: Cseresznyéskert (rendező: Martin Huba m.v.)
- Bielik – Ladislav Ballek, Ondrej Šulaj: A hentessegéd (rendezte: Rastislav Ballek m.v.)
- Tetemre hívás – előadó, rendező
- Petronius – Székely János: Caligula helytartója (rendezte: Béres Attila m.v.)
- Uhovjortov - Gogol: Revizor (rendezte: Méhes László m.v.)
- Richmond gróf – William Shakespeare: III. Richárd (rendezte: Martin Huba m.v.)
- Blondin Gáspár – Tasnádi István: Magyar Zombi (rendezte: Bagó Bertalan m.v.)
- Monori - Bereményi Géza: Az arany ára (rendezte: Bagó Bertalan m.v.)
- Iván - Székely Csaba: Bányavirág (rendezte: Keszég László m.v.)
- Fischer érsek - Mikszáth Kálmán, Závada Pál: Különös házasság (rendezte: Valló Péter m.v.)
- Marquis D’Orsigni, a “Félszemű” - Mihail Bulgakov: Álszentek összeesküvése (rendezte: Martin Huba)
- Balu - Dés, Geszti, Békés: A dzsungel könyve (rendezte: Méhes László)
- Lloyd Dallas, az előadás rendezője - Michael Frayn: Függöny fel! (Rendezte: Méhes László)
- Izsák - Székely Csaba: Bányavakság (rendezte: Czajlik József)
- Herceg – Shakespeare: Rómeó és Júlia (rendezte: Martin Huba)
- Max - Kathrine Kressmann Taylor: Címzett ismeretlen (rendezte: Harsányi Sulyom László)
- Parfjon Szemjonovics Rogozsin - F.M.Dosztojevszkij: A félkegyelmű (rendezte: Martin Huba)
- Bánk bán - Katona József: Bánk bán (rendezte: Hargitai Iván)

## Díjai és kitüntetései
- Jászai Mari-díj (2012)[6]
- Bubik István-díj (2008)